# Römisch-katholische Kirche in Uganda
Die Römisch-katholische Kirche in Uganda ist Teil der weltweiten römisch-katholischen Kirche. Sie umfasst die römisch-katholischen Bistümer im ostafrikanischen Staat Uganda.

## Geschichte

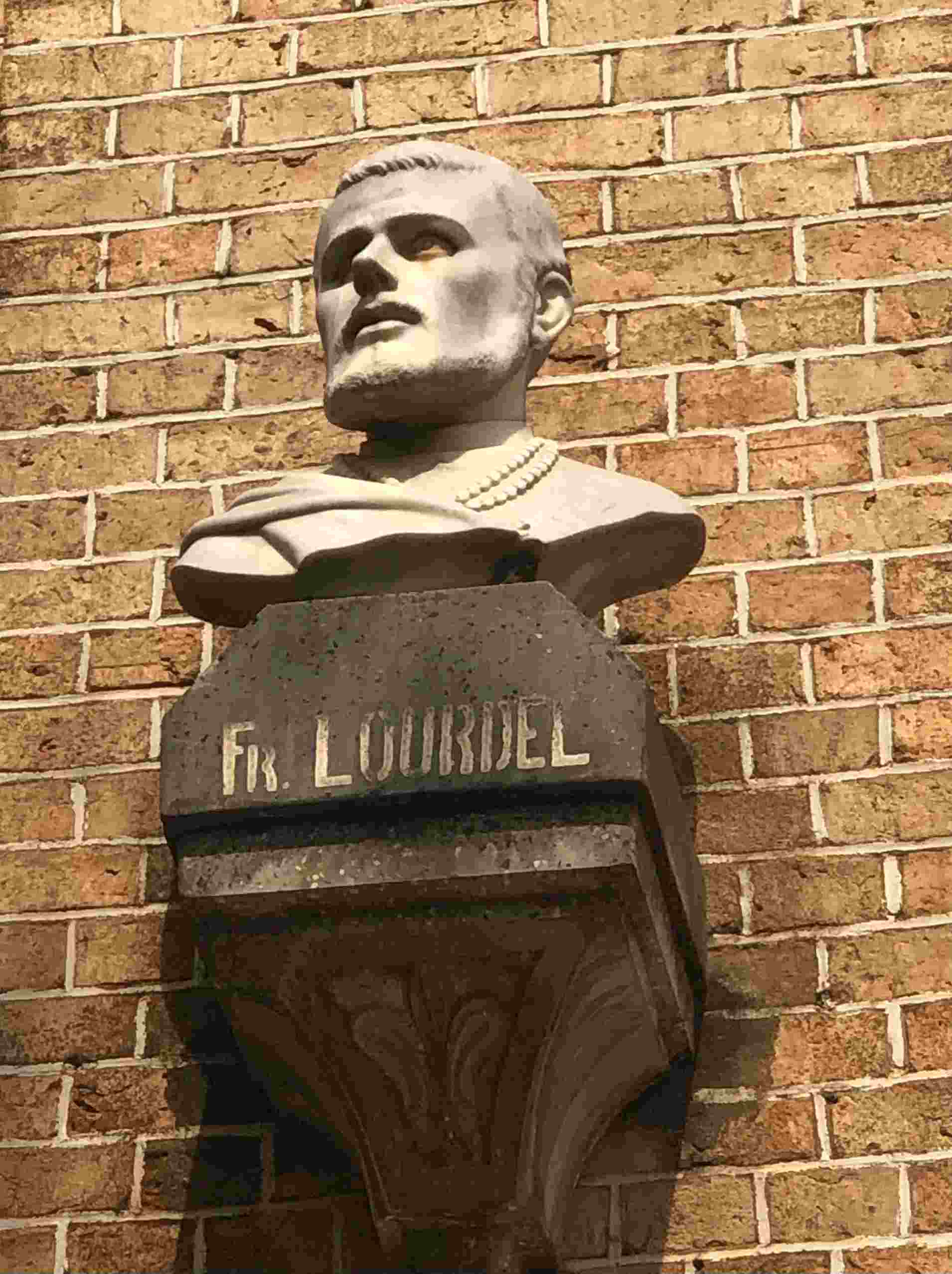
Büste von Pater Lourdel an der Kathedrale von Kampala

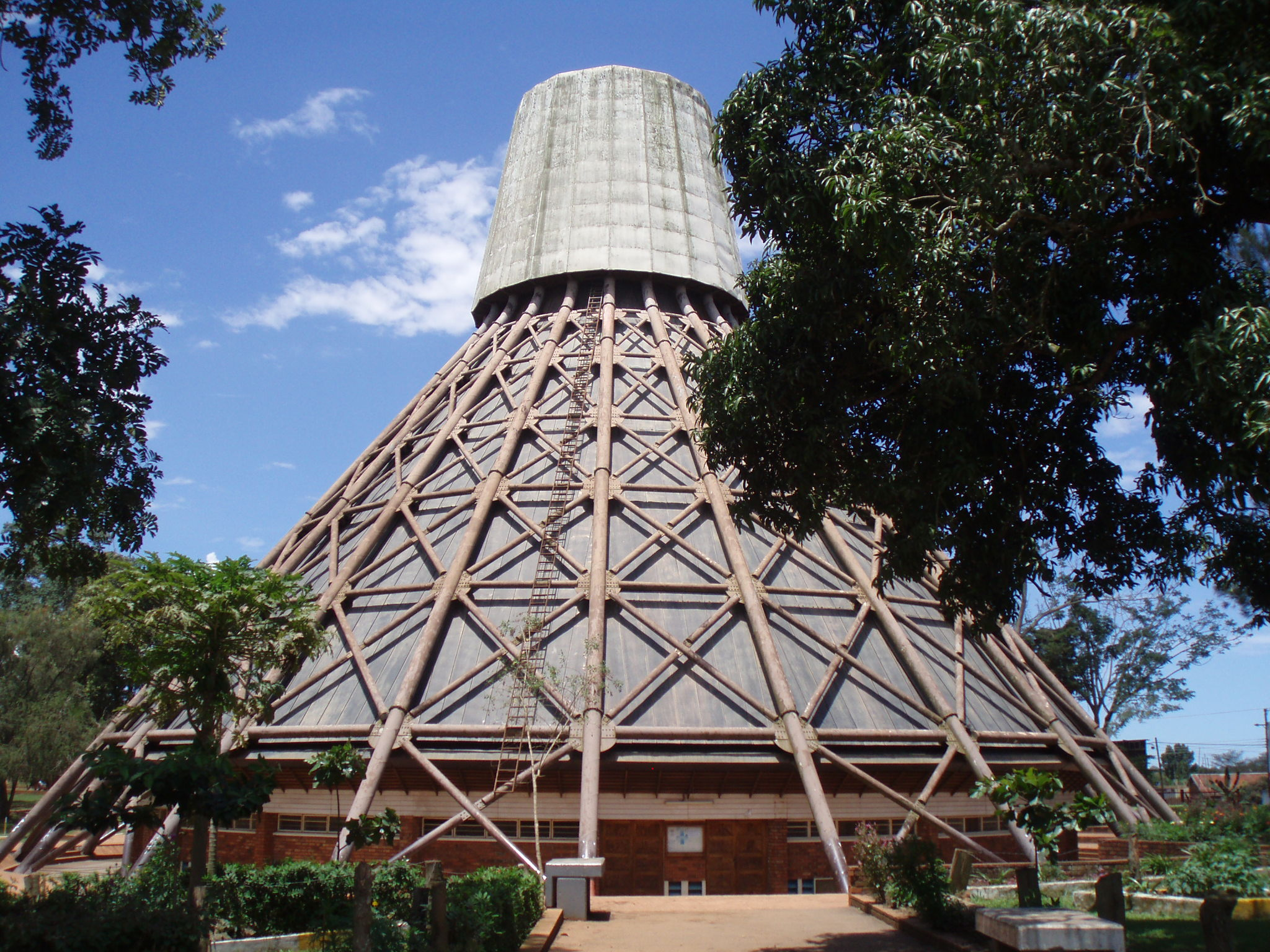
Wallfahrtskirche von Namugongo

Ersten Kontakt mit der katholischen Kirche hatte die Bevölkerung Ugandas durch die Ordensgeistlichen der Gesellschaft der Missionare von Afrika (Weiße Väter) Pater Siméon Lourdel und Bruder Amans, die sich 1879 in Buganda ansiedelten. In den folgenden Jahren gab es immer wieder gewalttätige Auseinandersetzungen unter den verschiedenen Religionsgruppen sowie zwischen Staat und Christen in Uganda. Die bei Auseinandersetzungen 1885 getöteten 22 katholischen Märtyrer wurden durch Papst Paul VI. am 18. Oktober 1964 heiliggesprochen. Das Fest der Märtyrer von Uganda (Katholiken und Anglikaner) wird am 3. Juni begangen (Gebotener Gedenktag in der katholischen Kirche weltweit). Besonders ist ihrem Gedenken die 1973 in Namugongo durch den Schweizer Architekten Justus Dahinden erbaute Wallfahrtskirche Basilika der Märtyrer von Uganda gewidmet.

## Kirche
Der Anteil der Katholiken an der Bevölkerung in Uganda betrug 2014 mit 13.408.000 Katholiken circa 39 %; 45 % gehören anderen christlichen Religionen an, vor allem Anglikaner und Anhänger der Pfingstbewegung, 14 % sind Muslime und 1 % sind Anhänger von traditionellen Religionen.
20 Diözesen und 441 Pfarreien sowie über 5000 Missionsstationen werden von 29 Bischöfen geleitet und von circa 1700 Priestern sowie circa 3500 Ordensangehörigen betreut. In den Pfarrgemeinden arbeiten circa 12.500 Katecheten. Den Vorsitz der ugandischen Bischofskonferenz Uganda Episcopal Conference UEC hat derzeit Joseph Anthony Zziwa, der Bischof der Diözese Kiyinda-Mityana.
Die katholische Kirche Ugandas, die mit 43 % der Bevölkerung zu denen mit dem höchsten Katholikenanteil im südlichen Afrika zählt, hatte sich an der Kampagne „für Treue in der Ehe und die Stärkung von Familien“ führend beteiligt. Außereheliche Sexualkontakte konnten um 60 % reduziert werden – gegenüber Staaten mit Kondom-Kampagnen. 2009 beurteilte das Fachmagazin Science die ugandische AIDS-Rate von 4 % als eine der niedrigsten des Kontinents. Des Weiteren engagiert sich die katholische Kirche gegen zunehmende blutige Menschenopfer und Organhandel sowie Kinderhandel und für die 15.000 bis 30.000 Kindersoldaten und traumatisierten Kinder.

## Nuntien
Die Vertretung wurde am 27. Mai 1967 nach der Aufnahme diplomatischer Beziehungen eingerichtet. Zuvor wurde Uganda durch Kenia vertreten. Zunächst bestand eine Apostolische Delegation, die 1999 zur Apostolischen Nuntiatur erhoben wurde.[1] Die Nuntiatur befindet sich in der Hauptstadt Kampala.
1. 1967–1969: Amelio Poggi (1914–1974)
2. 1969–1975: Luigi Bellotti (1914–1995)
3. 1975–1981: Henri Lemaître (1921–2003)
4. 1982–1990: Karl Josef Rauber (1934–2023)
5. 1990–1999: Luis Robles Díaz (1938–2007; seit 1999 Nuntius)
6. 1999–2007: Christophe Pierre (* 1946)
7. 2007–2012: Paul Tschang In-Nam (* 1949)
8. 2013–2018: Michael August Blume SVD (* 1946)
9. 2019–2025: Luigi Bianco (* 1960)

## Diözesen
- Erzbistum Gulu
  - Bistum Arua
  - Bistum Lira
  - Bistum Nebbi
- Erzbistum Kampala
  - Bistum Kasana-Luweero
  - Bistum Kiyinda-Mityana
  - Bistum Lugazi
  - Bistum Masaka
- Erzbistum Mbarara
  - Bistum Fort Portal
  - Bistum Hoima
  - Bistum Kabale
  - Bistum Kasese
- Erzbistum Tororo
  - Bistum Jinja
  - Bistum Kotido
  - Bistum Moroto
  - Bistum Soroti
- Immediat:
  - Ugandisches Militärordinariat